# Pineville (Luizjana)
Pineville – miasto w Stanach Zjednoczonych w stanie Luizjana.
Liczba mieszkańców: ok. 13,9 tys.
W Pineville urodził się amerykański koszykarz Rashard Lewis.

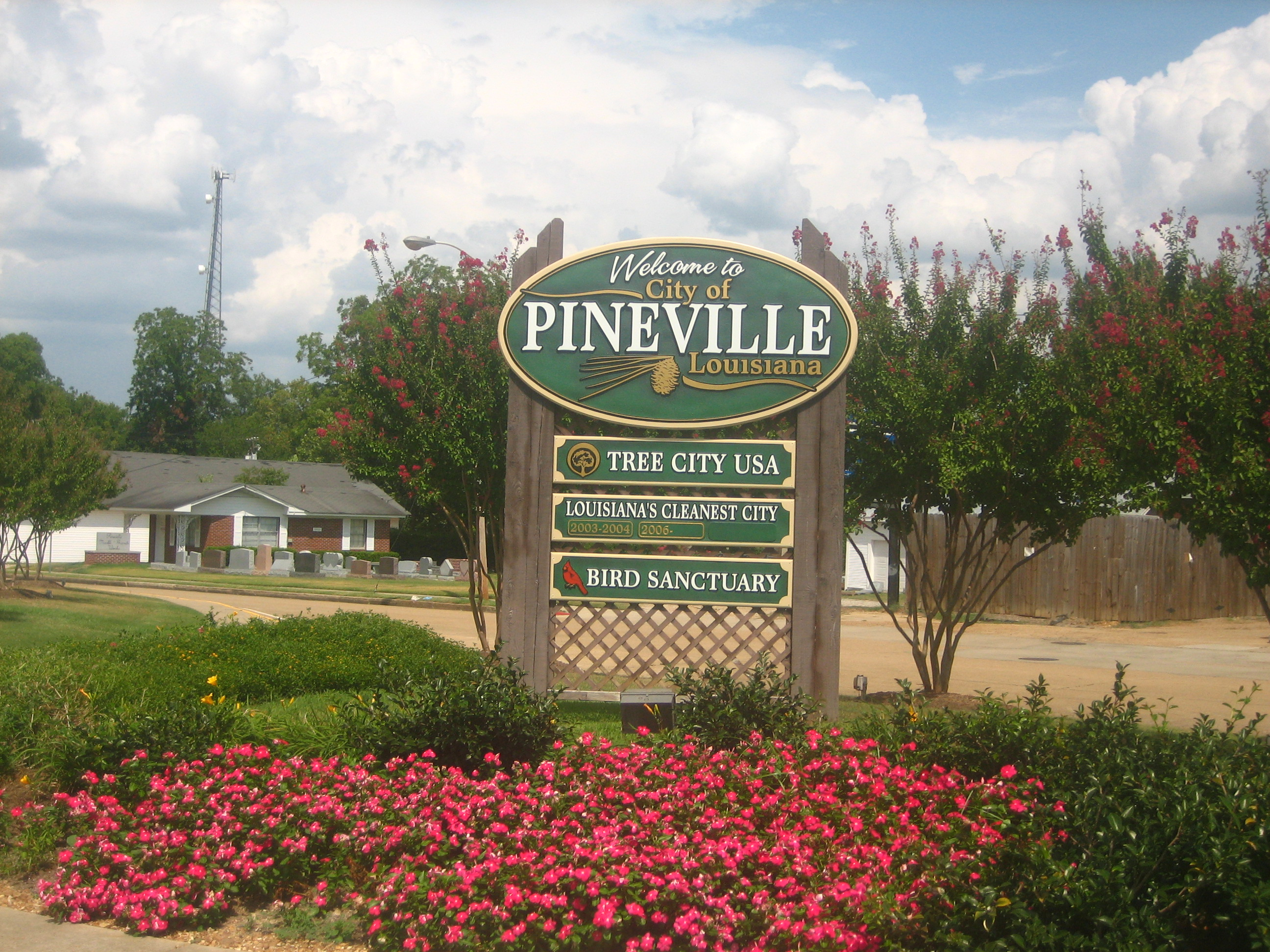
Tablica powitalna w mieście